# Pseudolynchia serratipes
Pseudolynchia serratipes är en tvåvingeart som beskrevs av Maa 1966. Pseudolynchia serratipes ingår i släktet Pseudolynchia och familjen lusflugor. Inga underarter finns listade i Catalogue of Life.